# Le Visiteur (nouvelle)
Le Visiteur est une nouvelle de 1965 de l'écrivain britannique Roald Dahl, centrée sur le personnage fictif de l'oncle Oswald et les aventures obscures qu'il décrit dans son journal intime. Dans cette histoire, qui se déroule en 1946, Oswald a des visées amoureuses sur la femme et la fille adolescente de son hôte syrien, avec des conséquences malheureuses et inattendues.
Cette nouvelle est d'abord publiée dans Playboy puis dans le recueil de nouvelles La Grande Entourloupe en 1974.
C'est la première apparition du personnage d'Oswald dans l'univers de Roald Dahl.

## Intrigue
L'histoire débute par la réception d'une caisse de bois contenant plusieurs manuscrits envoyée au narrateur. Cette caisse contient les mémoires de l'oncle du narrateur, Oswald Hendryks Cornelius, qui n'a plus que ses mémoires à léguer à sa famille. Le narrateur entreprend alors de nous décrire son oncle, un hédoniste richissime qui ne travaille pas et qui ne vit que pour ses plaisirs charnels. Il est en outre, expert en musique italienne : « il avait écrit un curieux petit manuel sur les trois compositeurs Donizetti, Verdi et Ponchielli. Il y énumère nommément toutes les maîtresses importantes que ces hommes ont eues au cours de leur vie et examine ensuite, dans une veine des plus sérieuses, la relation entre la passion créatrice et la passion charnelle » et possède une collection d'insectes immenses dont il utilise la soie pour se faire des cravates. Enfin, il possède une collection de cannes ayant toutes appartenus à des personnages historiques célèbres et horrible (en autres Goebbels, La Reine Victoria, Tolstoi).
La nuit précédant l'histoire, le 23 août 1946, Oswald se situe au Caire où il a une aventure avec la maitresse d'un membre de la monarchie égyptienne, qu'il emmène en haut de la pyramide de gizeh. Après avoir échappé de peu aux sbires qui venaient le chercher en haut de la pyramide, Oswald abandonne Isabella (en lui disant qu'il partait à Louxor), son amante du soir et se dirige vers Jerusalem.
Sur le trajet vers Jerusalem, Oswald s'arrête dans une situation dirigé par deux arabes, Omar, atteint de syphilis avancée qu'Oswald, trouve repoussant et dont il évite à tout prix le contact par preuve de contagion, et Saleh un mécanicien. Après avoir mis de l'essence dans la voiture et avoir vérifié le niveau d'huile, Omar revient voir Oswald avec la courroie de ventilateur de son moteur, qui était sur le point de lâcher. Avec la chaleur ambiante, cela signifie donc qu'Oswald doit attendre ici qu'une nouvelle courroie arrive du Caire. Oswald bien que furieux contre Omar qu'il soupçonne d'avoir coupé volontairement la courroie, se résigne à passer la nuit dans sa voiture, afin d'éviter tout contact avec Omar et ses miasmes qu'il croit contagieux.
Arrive alors Abdul Aziz un habitant de cette région désertique, qui vient chercher son courrier à la station essence. La proximité venant de leur fortunes importantes à tous les deux (ils ont tous les deux des voitures de luxe) entraîne, selon Oswald, Abdul Aziz à l'inviter à passer la nuit chez lui avant de retourner récupérer sa voiture, ce qu'accepte Oswald.
Après un court trajet en voiture durant lequel Oswald se demande s'il n'a pas été piégé par Abdul Aziz, ils arrivent dans le manoir désertique d'Abdul Aziz, où il fait la rencontre de la femme et de la fille adulte, qui sont toutes deux très belles et très attirante. Oswald complote pour séduire soit la femme, soit la fille mais se retrouve dessus lorsqu'à la fin de la soirée les deux femmes à l'injonction d'Abdul Aziz, rentrent rapidement dans leur chambre sans même lui dire au revoir.
Déçu, Oswald se prépare à s'endormir lorsqu'il entend le bruit de la poignée de sa porte s'ouvrir, et croit avoir réussi lorsqu'une femme se glisse dans sa chambre à coucher sous le couvert de l'obscurité et passe plusieurs heures passionnées avec lui, bien qu'il ne puisse pas voir son visage et qu'elle refuse de converser avec lui. Oswald ne parvient par à identifier la femme avec qu'il a passé la nuit et décide de la marquer en la mordant à son insu au niveau du cou.
Le lendemain, Oswald quitte la maison sans savoir avec laquelle des deux femmes il a couché. En effet, au petit-déjeuner les deux portent une écharpe cachant potentiellement sa marque. Lors du retour à la station service, Oswald tente de se faire réinviter par Abdul et lors de ses manœuvres, il découvre que ce dernier à une troisième fille qui reste cacher lorsqu'il y'a un visiteur. Cette fille est atteinte d'une variété de lèpre incurable.
Oswald comprend alors qu'il a eu une relation avec cette troisième fille et qu'il a sûrement attrapé sa maladie.

## Historique de la publication
"Le Visiteur" a été publié pour la première fois dans le numéro de mai 1965 de Playboy. Il a ensuite été inclus dans le recueil de 1974 La Grande Entourloupe.
Norton H. Moses déclare que l'histoire de Dahl a probablement été développée à partir d'une anecdote trouvée dans le livre de George "Dod" Orsborne "Master of the Girl Pat", publié en 1949. Orsborne a présenté l'anecdote comme factuelle, impliquant un écrivain connu d'un éditeur qui a ensuite raconté l'histoire à Orsborne,.
Cependant, David Ogilvy s'est souvenu que Dahl avait raconté l'histoire de base oralement dès 1941, lors de leur association dans le cadre des activités de renseignement britanniques pendant la Seconde Guerre mondiale, Dahl présentant à demi-sérieusement le récit comme un incident véridique arrivé à un ami.

## Télévision
À la fin de sa vie, Alfred Hitchcock a parfois raconté cette histoire comme une blague noire lors de ses apparitions dans des talk-shows américains, notamment lors d'une apparition dans The Tomorrow Show le 29 mai 1973,.
Akhbar's Daughter, un pilote télévisé associé à Histoire de l'autre monde, présente de nombreuses similitudes avec les histoires de Dahl et Orsborne.
Norm Macdonald raconte une version de cette histoire sous forme de blague dans son podcast Norm Macdonald Live, dans la saison 2, épisode 6.